# Copa del Rey 2014/2015
Copa del Rey 2014/2015 var den 113:e upplagan av Spaniens nationella fotbollscup Copa del Rey, och vanns av FC Barcelona från Barcelona i Katalonien som i finalen besegrade Athletic Bilbao med 3-1 på Camp Nou. Regerande mästare från föregående säsong var Real Madrid.

## Resultat

### Första omgången
| Lag 1                     | Resultat         | Lag 2               |
| Somozas                   | 3 – 0            | Varea               |
| Leioa                     | 1 – 0            | Sestao River        |
| Izarra                    | 1 – 0            | Atlético Granadilla |
| Puertollano               | 0 – 3            | Teruel              |
| Barakaldo                 | 3 – 0            | Trival Valderas     |
| Racing Ferrol             | 5 – 1            | Astorga             |
| Gimnástica de Torrelavega | 1 – 2            | Lealtad             |
| Real Avilés               | 0 – 0 (4–2 str.) | Marino Luanco       |
| Huesca                    | 2 – 1 (e.f.)     | Toledo              |
| Gimnàstic de Tarragona    | 0 – 0 (5–3 str.) | Atlético Baleares   |
| Alcoyano                  | 1 – 1 (9–8 str.) | Peña Deportiva      |
| Real Oviedo               | 4 – 0            | Amorebieta          |
| Cornellà                  | 0 – 0 (4–3 str.) | Real Jaén           |
| Hércules                  | 2 – 2 (3–4 str.) | Eldense             |
| San Roque de Lepe         | 0 – 3            | Cádiz               |
| Marbella                  | 0 – 1            | Linense             |
| Cartagena                 | 0 – 1            | UCAM Murcia         |
| La Hoya Lorca             | 2 – 2 (1–3 str.) | Villanovense        |

### Andra omgången
| Lag 1             | Resultat         | Lag 2                  |
| Girona            | 0 – 0 (6–5 str.) | Tenerife               |
| Deportivo Alavés  | 2 – 0 (e.f.)     | Osasuna                |
| Leioa             | 2 – 0            | Teruel                 |
| Izarra            | 3 – 1 (e.f.)     | Somozas                |
| Sporting Gijón    | 1 – 3            | Real Valladolid        |
| Real Betis        | 2 – 0            | Llagostera             |
| Albacete Balompié | 1 – 0            | Real Zaragoza          |
| Alcoyano          | 1 – 0            | Gimnàstic de Tarragona |
| Real Avilés       | 0 – 1            | Barakaldo              |
| UCAM Murcia       | 1 – 1 (3–2 str.) | Eldense                |
| Mirandés          | 4 – 1            | Racing Ferrol          |
| Guijuelo          | 0 – 1            | L'Hospitalet           |
| Lleida Esportiu   | 3 – 0            | Guadalajara            |
| Villanovense      | 2 – 2 (3–4 str.) | Huesca                 |
| Cádiz             | 2 – 1            | Lealtad                |
| Linense           | 4 – 1            | Fuenlabrada            |
| Cornellà          | 3 – 2            | Zamora                 |
| Recreativo Huelva | 2 – 1            | Ponferradina           |
| Real Murcia       | 1 – 2            | Sabadell               |
| Leganés           | 1 – 1 (1–4 str.) | Numancia               |
| Mallorca          | 0 – 2            | Las Palmas             |
| Lugo              | 1 – 0            | Alcorcón               |

### Tredje omgången
| Lag 1             | Resultat         | Lag 2             |
| Mirandés          | 0 – 1            | Deportivo Alavés  |
| Albacete Balompié | 2 – 1            | Recreativo Huelva |
| L'Hospitalet      | 3 – 2            | Izarra            |
| Real Valladolid   | 2 – 0            | Girona            |
| Alcoyano          | 1 – 0            | Lleida Esportiu   |
| Real Oviedo       | 1 – 0 (e.f.)     | UCAM Murcia       |
| Huesca            | 2 – 1 (e.f.)     | Barakaldo         |
| Cornellà          | 2 – 1            | Leioa             |
| Linense           | 1 – 2            | Cádiz             |
| Real Betis        | 0 – 0 (5–4 str.) | Lugo              |
| Las Palmas        | 2 – 0            | Numancia          |

| Lottgrupp 1 Segunda División | Lottgrupp 2 Segunda División B och Tercera División                                                                                        |
| --- | --- |
| - Deportivo Alavés - Albacete Balompié - Real Betis - Girona - Las Palmas - Lugo - Mirandés - Numancia - Recreativo Huelva - Sabadell - Real Valladolid | - Alcoyano - Barakaldo - Cádiz - Cornellà - Huesca - Izarra - L'Hospitalet - Leioa - Linense - Lleida Esportiu - Real Oviedo - UCAM Murcia |

### Fjärde omgången
| Lottgrupp 1 Segunda División B                                      | Lottgrupp 2-A Champions League                                | Lottgrupp 2-B Europa League            | Lottgrupp 3 Segunda División                                                                  | Lottgrupp 4 Övriga från Primera División |
| ------------------------------------------------------------------- | ------------------------------------------------------------- | -------------------------------------- | --------------------------------------------------------------------------------------------- | --- |
| - L'Hospitalet - Alcoyano - Real Oviedo - Huesca - Cornellà - Cádiz | - Barcelona - Real Madrid - Atlético Madrid - Athletic Bilbao | - Real Sociedad - Villarreal - Sevilla | - Deportivo Alavés - Albacete Balompié - Real Betis - Las Palmas - Sabadell - Real Valladolid | - Almería - Celta Vigo - Córdoba - Deportivo La Coruña - Eibar - Elche - Espanyol - Getafe - Granada - Levante - Málaga - Rayo Vallecano - Valencia |

#### Sextondelsfinal
|       | 29 oktober 2014 | Cornellà              | 1 – 4 | Real Madrid                                              | Power8 Stadium                              |                                             |
| 20:00 | 20:00           | Óscar Muñoz Sayol 20′ |       | Raphaël Varane 10′, 36′ Javier Hernández 53′ Marcelo 75′ | Cornellà Publik: 28 895 Domare: Jaime Latre | Cornellà Publik: 28 895 Domare: Jaime Latre |
| 20:00 | 20:00           |                       |       |                                                          | Cornellà Publik: 28 895 Domare: Jaime Latre | Cornellà Publik: 28 895 Domare: Jaime Latre |
| 20:00 | 20:00           |                       |       |                                                          | Cornellà Publik: 28 895 Domare: Jaime Latre | Cornellà Publik: 28 895 Domare: Jaime Latre |

|       | 2 december 2014 | Real Madrid                                                       | 5 – 0 | Cornellà | Santiago Bernabéu-stadion                       |                                                 |
| 20:00 | 20:00           | James Rodríguez 16′, 34′ Isco 31′ Borja López 60′ (sjm.) Jesé 77′ |       |          | Madrid Publik: 50 862 Domare: González González | Madrid Publik: 50 862 Domare: González González |
| 20:00 | 20:00           |                                                                   |       |          | Madrid Publik: 50 862 Domare: González González | Madrid Publik: 50 862 Domare: González González |
| 20:00 | 20:00           |                                                                   |       |          | Madrid Publik: 50 862 Domare: González González | Madrid Publik: 50 862 Domare: González González |

|       | 29 oktober 2014 | Sabadell          | 1 – 6 | Sevilla                                                                                             | Nova Creu Alta                                 |                                                |
| 22:00 | 22:00           | Ernest Forgàs 75′ |       | Timothée Kolodziejczak 28′ Iago Aspas 43′, 60′, 93′ (str.) Kevin Gameiro 67′ José Antonio Reyes 70′ | Sabadell Publik: 6 157 Domare: Vicandi Garrido | Sabadell Publik: 6 157 Domare: Vicandi Garrido |
| 22:00 | 22:00           |                   |       | | Sabadell Publik: 6 157 Domare: Vicandi Garrido | Sabadell Publik: 6 157 Domare: Vicandi Garrido |
| 22:00 | 22:00           |                   |       | | Sabadell Publik: 6 157 Domare: Vicandi Garrido | Sabadell Publik: 6 157 Domare: Vicandi Garrido |

|       | 3 december 2014 | Sevilla                                                        | 5 – 1 | Sabadell                       | Estadio Ramón Sánchez Pizjuán                    |                                                  |
| 20:00 | 20:00           | Kévin Gameiro 35′ Iago Aspas 58′, 59′, 62′ Gerard Deulofeu 80′ |       | Juan José Collantes 22′ (str.) | Sevilla Publik: 14 473 Domare: Jesús Gil Manzano | Sevilla Publik: 14 473 Domare: Jesús Gil Manzano |
| 20:00 | 20:00           |                                                                |       |                                | Sevilla Publik: 14 473 Domare: Jesús Gil Manzano | Sevilla Publik: 14 473 Domare: Jesús Gil Manzano |
| 20:00 | 20:00           |                                                                |       |                                | Sevilla Publik: 14 473 Domare: Jesús Gil Manzano | Sevilla Publik: 14 473 Domare: Jesús Gil Manzano |

|       | 2 december 2014 | Alcoyano           | 1 – 1 | Athletic Bilbao     | El Collao                                   |                                             |
| 20:00 | 20:00           | Francis Ferrón 32′ |       | Borja Viguera 90+1′ | Alcoy Publik: 3 517 Domare: Prieto Iglesias | Alcoy Publik: 3 517 Domare: Prieto Iglesias |
| 20:00 | 20:00           |                    |       |                     | Alcoy Publik: 3 517 Domare: Prieto Iglesias | Alcoy Publik: 3 517 Domare: Prieto Iglesias |
| 20:00 | 20:00           |                    |       |                     | Alcoy Publik: 3 517 Domare: Prieto Iglesias | Alcoy Publik: 3 517 Domare: Prieto Iglesias |

|       | 18 december 2014 | Athletic Bilbao   | 1 – 0 | Alcoyano | Estadio San Mamés                              |                                                |
| 22:00 | 22:00            | Borja Viguera 39′ |       |          | Bilbao Publik: 20 000 Domare: Del Cerro Grande | Bilbao Publik: 20 000 Domare: Del Cerro Grande |
| 22:00 | 22:00            |                   |       |          | Bilbao Publik: 20 000 Domare: Del Cerro Grande | Bilbao Publik: 20 000 Domare: Del Cerro Grande |
| 22:00 | 22:00            |                   |       |          | Bilbao Publik: 20 000 Domare: Del Cerro Grande | Bilbao Publik: 20 000 Domare: Del Cerro Grande |

|       | 2 december 2014 | Deportivo Alavés | 0 – 2 | Espanyol                    | Estadio Mendizorroza                                           |                                                                |
| 20:00 | 20:00           |                  |       | Cristhian Stuani 35′, 90+3′ | Vitoria-Gasteiz Publik: 7 313 Domare: Alberto Undiano Mallenco | Vitoria-Gasteiz Publik: 7 313 Domare: Alberto Undiano Mallenco |
| 20:00 | 20:00           |                  |       |                             | Vitoria-Gasteiz Publik: 7 313 Domare: Alberto Undiano Mallenco | Vitoria-Gasteiz Publik: 7 313 Domare: Alberto Undiano Mallenco |
| 20:00 | 20:00           |                  |       |                             | Vitoria-Gasteiz Publik: 7 313 Domare: Alberto Undiano Mallenco | Vitoria-Gasteiz Publik: 7 313 Domare: Alberto Undiano Mallenco |

|       | 17 december 2014 | Espanyol  | 1 – 0 | Deportivo Alavés | Cornellà-El Prat                                                |                                                                 |
| 20:00 | 20:00            | Jairo 65′ |       |                  | Cornellà de Llobregat Publik: 5 118 Domare: Hernández Hernández | Cornellà de Llobregat Publik: 5 118 Domare: Hernández Hernández |
| 20:00 | 20:00            |           |       |                  | Cornellà de Llobregat Publik: 5 118 Domare: Hernández Hernández | Cornellà de Llobregat Publik: 5 118 Domare: Hernández Hernández |
| 20:00 | 20:00            |           |       |                  | Cornellà de Llobregat Publik: 5 118 Domare: Hernández Hernández | Cornellà de Llobregat Publik: 5 118 Domare: Hernández Hernández |

|       | 2 december 2014 | Las Palmas                   | 2 – 1 | Celta Vigo               | Estadio Gran Canaria                                      |                                                           |
| 22:00 | 22:00           | Hernán 23′ Marcelo Silva 79′ |       | Santiago Mina 83′ (str.) | Las Palmas Publik: 10 679 Domare: Carlos Velasco Carballo | Las Palmas Publik: 10 679 Domare: Carlos Velasco Carballo |
| 22:00 | 22:00           |                              |       |                          | Las Palmas Publik: 10 679 Domare: Carlos Velasco Carballo | Las Palmas Publik: 10 679 Domare: Carlos Velasco Carballo |
| 22:00 | 22:00           |                              |       |                          | Las Palmas Publik: 10 679 Domare: Carlos Velasco Carballo | Las Palmas Publik: 10 679 Domare: Carlos Velasco Carballo |

|       | 16 december 2014 | Celta Vigo                                                   | 3 – 1 | Las Palmas | Balaídos                                               |                                                        |
| 20:00 | 20:00            | Joaquín Larrivey 19′ Santiago Mina 50′ Fabián Orellana 90+2′ |       | Nauzet 53′ | Vigo Publik: 11 320 Domare: Fernando Teixeira Vitienes | Vigo Publik: 11 320 Domare: Fernando Teixeira Vitienes |
| 20:00 | 20:00            |                                                              |       |            | Vigo Publik: 11 320 Domare: Fernando Teixeira Vitienes | Vigo Publik: 11 320 Domare: Fernando Teixeira Vitienes |
| 20:00 | 20:00            |                                                              |       |            | Vigo Publik: 11 320 Domare: Fernando Teixeira Vitienes | Vigo Publik: 11 320 Domare: Fernando Teixeira Vitienes |

|       | 2 december 2014 | Real Valladolid | 0 – 0 | Elche | José Zorrilla                                  |                                                |
| 22:00 | 22:00           |                 |       |       | Valladolid Publik: 4 687 Domare: Pérez Montero | Valladolid Publik: 4 687 Domare: Pérez Montero |
| 22:00 | 22:00           |                 |       |       | Valladolid Publik: 4 687 Domare: Pérez Montero | Valladolid Publik: 4 687 Domare: Pérez Montero |
| 22:00 | 22:00           |                 |       |       | Valladolid Publik: 4 687 Domare: Pérez Montero | Valladolid Publik: 4 687 Domare: Pérez Montero |

|       | 18 december 2014 | Elche     | 1 – 0 | Real Valladolid | Manuel Martínez Valero                        |                                               |
| 20:00 | 20:00            | Adrián 7′ |       |                 | Elche Publik: 9 022 Domare: Estrada Fernández | Elche Publik: 9 022 Domare: Estrada Fernández |
| 20:00 | 20:00            |           |       |                 | Elche Publik: 9 022 Domare: Estrada Fernández | Elche Publik: 9 022 Domare: Estrada Fernández |
| 20:00 | 20:00            |           |       |                 | Elche Publik: 9 022 Domare: Estrada Fernández | Elche Publik: 9 022 Domare: Estrada Fernández |

|       | 3 december 2014 | L'Hospitalet | 0 – 3 | Atlético Madrid                                                | La Feixa Llarga                                                          |                                                                          |
| 20:00 | 20:00           |              |       | Antoine Griezmann 65′ Gabi 81′ (str.) Cristian Rodríguez 90+2′ | L'Hospitalet de Llobregat Publik: 2 500 Domare: David Fernández Borbalán | L'Hospitalet de Llobregat Publik: 2 500 Domare: David Fernández Borbalán |
| 20:00 | 20:00           |              |       |                                                                | L'Hospitalet de Llobregat Publik: 2 500 Domare: David Fernández Borbalán | L'Hospitalet de Llobregat Publik: 2 500 Domare: David Fernández Borbalán |
| 20:00 | 20:00           |              |       |                                                                | L'Hospitalet de Llobregat Publik: 2 500 Domare: David Fernández Borbalán | L'Hospitalet de Llobregat Publik: 2 500 Domare: David Fernández Borbalán |

|       | 18 december 2014 | Atlético Madrid          | 2 – 2 | L'Hospitalet           | Estadio Vicente Calderón                  |                                           |
| 20:00 | 20:00            | Mario Mandžukić 19′, 74′ |       | Rubén Alcaraz 67′, 84′ | Madrid Publik: 4 000 Domare: Melero López | Madrid Publik: 4 000 Domare: Melero López |
| 20:00 | 20:00            |                          |       |                        | Madrid Publik: 4 000 Domare: Melero López | Madrid Publik: 4 000 Domare: Melero López |
| 20:00 | 20:00            |                          |       |                        | Madrid Publik: 4 000 Domare: Melero López | Madrid Publik: 4 000 Domare: Melero López |

|       | 3 december 2014 | Deportivo La Coruña | 1 – 1 | Málaga              | Riazor                                             |                                                    |
| 20:00 | 20:00           | Toché 68′           |       | Ignacio Camacho 11′ | A Coruña Publik: 9 988 Domare: Antonio Mateu Lahoz | A Coruña Publik: 9 988 Domare: Antonio Mateu Lahoz |
| 20:00 | 20:00           |                     |       |                     | A Coruña Publik: 9 988 Domare: Antonio Mateu Lahoz | A Coruña Publik: 9 988 Domare: Antonio Mateu Lahoz |
| 20:00 | 20:00           |                     |       |                     | A Coruña Publik: 9 988 Domare: Antonio Mateu Lahoz | A Coruña Publik: 9 988 Domare: Antonio Mateu Lahoz |

|       | 18 december 2014 | Málaga                                                    | 4 – 1 | Deportivo La Coruña | Estadio La Rosaleda                            |                                                |
| 22:00 | 22:00            | Roque Santa Cruz 51′, 68′ Recio 59′ Ignacio Camacho 90+3′ |       | Hélder Postiga 57′  | Málaga Publik: 23 000 Domare: Martínez Munuera | Málaga Publik: 23 000 Domare: Martínez Munuera |
| 22:00 | 22:00            |                                                           |       |                     | Málaga Publik: 23 000 Domare: Martínez Munuera | Málaga Publik: 23 000 Domare: Martínez Munuera |
| 22:00 | 22:00            |                                                           |       |                     | Málaga Publik: 23 000 Domare: Martínez Munuera | Málaga Publik: 23 000 Domare: Martínez Munuera |

|       | 3 december 2014 | Granada          | 1 – 0 | Córdoba | Los Cármenes                                             |                                                          |
| 22:00 | 22:00           | Jhon Córdoba 25′ |       |         | Granada Publik: 9 066 Domare: Fernando Teixeira Vitienes | Granada Publik: 9 066 Domare: Fernando Teixeira Vitienes |
| 22:00 | 22:00           |                  |       |         | Granada Publik: 9 066 Domare: Fernando Teixeira Vitienes | Granada Publik: 9 066 Domare: Fernando Teixeira Vitienes |
| 22:00 | 22:00           |                  |       |         | Granada Publik: 9 066 Domare: Fernando Teixeira Vitienes | Granada Publik: 9 066 Domare: Fernando Teixeira Vitienes |

|       | 17 december 2014 | Córdoba          | 1 – 1 | Granada         | Nuevo Arcángel                                  |                                                 |
| 22:00 | 22:00            | Florin Andone 5′ |       | Diego Mainz 60′ | Córdoba Publik: 6 000 Domare: Álvarez Izquierdo | Córdoba Publik: 6 000 Domare: Álvarez Izquierdo |
| 22:00 | 22:00            |                  |       |                 | Córdoba Publik: 6 000 Domare: Álvarez Izquierdo | Córdoba Publik: 6 000 Domare: Álvarez Izquierdo |
| 22:00 | 22:00            |                  |       |                 | Córdoba Publik: 6 000 Domare: Álvarez Izquierdo | Córdoba Publik: 6 000 Domare: Álvarez Izquierdo |

|       | 3 december 2014 | Huesca | 0 – 4 | Barcelona                                                 | El Alcoraz                                            |                                                       |
| 22:00 | 22:00           |        |       | Ivan Rakitić 12′ Andrés Iniesta 16′ Pedro 39′ Rafinha 72′ | Huesca Publik: 10 000 Domare: Carlos del Cerro Grande | Huesca Publik: 10 000 Domare: Carlos del Cerro Grande |
| 22:00 | 22:00           |        |       |                                                           | Huesca Publik: 10 000 Domare: Carlos del Cerro Grande | Huesca Publik: 10 000 Domare: Carlos del Cerro Grande |
| 22:00 | 22:00           |        |       |                                                           | Huesca Publik: 10 000 Domare: Carlos del Cerro Grande | Huesca Publik: 10 000 Domare: Carlos del Cerro Grande |

|       | 16 december 2014 | Barcelona                                                                                        | 8 – 1 | Huesca                  | Camp Nou                                                 |                                                          |
| 22:00 | 22:00            | Pedro 20′, 26′, 43′ Sergi Roberto 29′ Andrés Iniesta 40′ Adriano 68′ Adama Traoré 78′ Sandro 83′ |       | Carlos David Moreno 86′ | Barcelona Publik: 44 884 Domare: Eduardo Prieto Iglesias | Barcelona Publik: 44 884 Domare: Eduardo Prieto Iglesias |
| 22:00 | 22:00            |                                                                                                  |       |                         | Barcelona Publik: 44 884 Domare: Eduardo Prieto Iglesias | Barcelona Publik: 44 884 Domare: Eduardo Prieto Iglesias |
| 22:00 | 22:00            |                                                                                                  |       |                         | Barcelona Publik: 44 884 Domare: Eduardo Prieto Iglesias | Barcelona Publik: 44 884 Domare: Eduardo Prieto Iglesias |

|       | 4 december 2014 | Cádiz            | 1 – 2 | Villarreal                   | Ramón de Carranza                                |                                                  |
| 20:00 | 20:00           | Aitor Arregi 47′ |       | Gerard 17′ Matías Nahuel 21′ | Cádiz Publik: 12 000 Domare: Iglesias Villanueva | Cádiz Publik: 12 000 Domare: Iglesias Villanueva |
| 20:00 | 20:00           |                  |       |                              | Cádiz Publik: 12 000 Domare: Iglesias Villanueva | Cádiz Publik: 12 000 Domare: Iglesias Villanueva |
| 20:00 | 20:00           |                  |       |                              | Cádiz Publik: 12 000 Domare: Iglesias Villanueva | Cádiz Publik: 12 000 Domare: Iglesias Villanueva |

|       | 17 december 2014 | Villarreal                                | 3 – 0 | Cádiz | El Madrigal                                      |                                                  |
| 22:00 | 22:00            | Manu Trigueros 55′ (str.) Gerard 78′, 88′ |       |       | Villarreal Publik: 7 972 Domare: Bikandi Garrido | Villarreal Publik: 7 972 Domare: Bikandi Garrido |
| 22:00 | 22:00            |                                           |       |       | Villarreal Publik: 7 972 Domare: Bikandi Garrido | Villarreal Publik: 7 972 Domare: Bikandi Garrido |
| 22:00 | 22:00            |                                           |       |       | Villarreal Publik: 7 972 Domare: Bikandi Garrido | Villarreal Publik: 7 972 Domare: Bikandi Garrido |

|       | 4 december 2014 | Real Oviedo | 0 – 0 | Real Sociedad | Carlos Tartiere                                |                                                |
| 20:00 | 20:00           |             |       |               | Oviedo Publik: 9 028 Domare: Teixeira Vitienes | Oviedo Publik: 9 028 Domare: Teixeira Vitienes |
| 20:00 | 20:00           |             |       |               | Oviedo Publik: 9 028 Domare: Teixeira Vitienes | Oviedo Publik: 9 028 Domare: Teixeira Vitienes |
| 20:00 | 20:00           |             |       |               | Oviedo Publik: 9 028 Domare: Teixeira Vitienes | Oviedo Publik: 9 028 Domare: Teixeira Vitienes |

|       | 17 december 2014 | Real Sociedad               | 2 – 0 | Real Oviedo | Estadio Anoeta                                               |                                                              |
| 22:00 | 22:00            | Alfreð Finnbogason 27′, 61′ |       |             | San Sebastián Publik: 9 265 Domare: Alberto Undiano Mallenco | San Sebastián Publik: 9 265 Domare: Alberto Undiano Mallenco |
| 22:00 | 22:00            |                             |       |             | San Sebastián Publik: 9 265 Domare: Alberto Undiano Mallenco | San Sebastián Publik: 9 265 Domare: Alberto Undiano Mallenco |
| 22:00 | 22:00            |                             |       |             | San Sebastián Publik: 9 265 Domare: Alberto Undiano Mallenco | San Sebastián Publik: 9 265 Domare: Alberto Undiano Mallenco |

|       | 4 december 2014 | Rayo Vallecano              | 1 – 2 | Valencia                             | Vallecas                                  |                                           |
| 22:00 | 22:00           | Alexandre Moreno Lopera 36′ |       | Paco Alcácer 25′ Rodrigo De Paul 85′ | Madrid Publik: 8 551 Domare: Melero López | Madrid Publik: 8 551 Domare: Melero López |
| 22:00 | 22:00           |                             |       |                                      | Madrid Publik: 8 551 Domare: Melero López | Madrid Publik: 8 551 Domare: Melero López |
| 22:00 | 22:00           |                             |       |                                      | Madrid Publik: 8 551 Domare: Melero López | Madrid Publik: 8 551 Domare: Melero López |

|       | 16 december 2014 | Valencia                                                   | 4 – 4 | Rayo Vallecano                                                                               | Mestalla                                    |                                             |
| 20:00 | 20:00            | Paco Alcácer 7′, 65′ Jorge Morcillo 46′ (sjm.) Rodrigo 71′ |       | Jozabed 20′ Alejandro Pozuelo 23′ Jonathan Pereira Rodríguez 38′ Adrián Embarba Blázquez 61′ | Valencia Publik: 23 600 Domare: Jaime Latre | Valencia Publik: 23 600 Domare: Jaime Latre |
| 20:00 | 20:00            |                                                            |       |                                                                                              | Valencia Publik: 23 600 Domare: Jaime Latre | Valencia Publik: 23 600 Domare: Jaime Latre |
| 20:00 | 20:00            |                                                            |       |                                                                                              | Valencia Publik: 23 600 Domare: Jaime Latre | Valencia Publik: 23 600 Domare: Jaime Latre |

|       | 5 december 2014 | Real Betis                                                 | 3 – 4 | Almería                                  | Estadio Benito Villamarín                      |                                                |
| 22:00 | 22:00           | Rubén Castro 80′ Damien Perquis 86′ Jorge Molina Vidal 90′ |       | Mané 3′ Teerasil 5′ Quique 29′ Edgar 61′ | Sevilla Publik: 3 000 Domare: Martínez Munuera | Sevilla Publik: 3 000 Domare: Martínez Munuera |
| 22:00 | 22:00           |                                                            |       |                                          | Sevilla Publik: 3 000 Domare: Martínez Munuera | Sevilla Publik: 3 000 Domare: Martínez Munuera |
| 22:00 | 22:00           |                                                            |       |                                          | Sevilla Publik: 3 000 Domare: Martínez Munuera | Sevilla Publik: 3 000 Domare: Martínez Munuera |

|       | 16 december 2014 | Almería                              | 2 – 1 | Real Betis         | Juegos Mediterráneos                                  |                                                       |
| 20:00 | 20:00            | Michel Macedo 59′ Jonathan Zongo 74′ |       | Damien Perquis 78′ | Almería Publik: 4 133 Domare: Carlos Velasco Carballo | Almería Publik: 4 133 Domare: Carlos Velasco Carballo |
| 20:00 | 20:00            |                                      |       |                    | Almería Publik: 4 133 Domare: Carlos Velasco Carballo | Almería Publik: 4 133 Domare: Carlos Velasco Carballo |
| 20:00 | 20:00            |                                      |       |                    | Almería Publik: 4 133 Domare: Carlos Velasco Carballo | Almería Publik: 4 133 Domare: Carlos Velasco Carballo |

|       | 5 december 2014 | Albacete Balompié   | 1 – 1 | Levante            | Carlos Belmonte                                  |                                                  |
| 20:00 | 20:00           | Thierry Moutinho 6′ |       | Issam El Adoua 69′ | Albacete Publik: 4 813 Domare: Estrada Fernández | Albacete Publik: 4 813 Domare: Estrada Fernández |
| 20:00 | 20:00           |                     |       |                    | Albacete Publik: 4 813 Domare: Estrada Fernández | Albacete Publik: 4 813 Domare: Estrada Fernández |
| 20:00 | 20:00           |                     |       |                    | Albacete Publik: 4 813 Domare: Estrada Fernández | Albacete Publik: 4 813 Domare: Estrada Fernández |

|       | 17 december 2014 | Levante | 0 – 0 | Albacete Balompié | Ciutat de València                                 |                                                    |
| 20:00 | 20:00            |         |       |                   | Valencia Publik: 6 000 Domare: Iglesias Villanueva | Valencia Publik: 6 000 Domare: Iglesias Villanueva |
| 20:00 | 20:00            |         |       |                   | Valencia Publik: 6 000 Domare: Iglesias Villanueva | Valencia Publik: 6 000 Domare: Iglesias Villanueva |
| 20:00 | 20:00            |         |       |                   | Valencia Publik: 6 000 Domare: Iglesias Villanueva | Valencia Publik: 6 000 Domare: Iglesias Villanueva |

|       | 5 december 2014 | Getafe                                    | 3 – 0 | Eibar | Coliseum Alfonso Pérez                           |                                                  |
| 20:00 | 20:00           | Pablo Sarabia 63′, 74′ Álvaro Vázquez 70′ |       |       | Getafe Publik: 1 700 Domare: Hernández Hernández | Getafe Publik: 1 700 Domare: Hernández Hernández |
| 20:00 | 20:00           |                                           |       |       | Getafe Publik: 1 700 Domare: Hernández Hernández | Getafe Publik: 1 700 Domare: Hernández Hernández |
| 20:00 | 20:00           |                                           |       |       | Getafe Publik: 1 700 Domare: Hernández Hernández | Getafe Publik: 1 700 Domare: Hernández Hernández |

|       | 17 december 2014 | Eibar                   | 1 – 2 | Getafe                              | Ipurua                                        |                                               |
| 20:00 | 20:00            | Federico Piovaccari 55′ |       | Carlos Vigaray 19′ Diego Castro 33′ | Eibar Publik: 2 599 Domare: Teixeira Vitienes | Eibar Publik: 2 599 Domare: Teixeira Vitienes |
| 20:00 | 20:00            |                         |       |                                     | Eibar Publik: 2 599 Domare: Teixeira Vitienes | Eibar Publik: 2 599 Domare: Teixeira Vitienes |
| 20:00 | 20:00            |                         |       |                                     | Eibar Publik: 2 599 Domare: Teixeira Vitienes | Eibar Publik: 2 599 Domare: Teixeira Vitienes |

#### Åttondelsfinal
|       | 6 januari 2015 | Celta Vigo                 | 2 – 4 | Athletic Bilbao                                                   | Balaídos                                  |                                           |
| 17:00 | 17:00          | Álex López 11′ Charles 54′ |       | Mikel San José 5′ Aritz Aduriz 15′, 87′ (str.) Markel Susaeta 61′ | Vigo Publik: 14 929 Domare: Pérez Montero | Vigo Publik: 14 929 Domare: Pérez Montero |
| 17:00 | 17:00          |                            |       |                                                                   | Vigo Publik: 14 929 Domare: Pérez Montero | Vigo Publik: 14 929 Domare: Pérez Montero |
| 17:00 | 17:00          |                            |       |                                                                   | Vigo Publik: 14 929 Domare: Pérez Montero | Vigo Publik: 14 929 Domare: Pérez Montero |

|       | 14 januari 2015 | Athletic Bilbao | 0 – 2 | Celta Vigo                                    | Estadio San Mamés                              |                                                |
| 20:00 | 20:00           |                 |       | Xabier Etxeita 50′ (sjm.) Fabián Orellana 61′ | Bilbao Publik: 25 000 Domare: Martínez Munuera | Bilbao Publik: 25 000 Domare: Martínez Munuera |
| 20:00 | 20:00           |                 |       |                                               | Bilbao Publik: 25 000 Domare: Martínez Munuera | Bilbao Publik: 25 000 Domare: Martínez Munuera |
| 20:00 | 20:00           |                 |       |                                               | Bilbao Publik: 25 000 Domare: Martínez Munuera | Bilbao Publik: 25 000 Domare: Martínez Munuera |

|       | 6 januari 2015 | Málaga                       | 2 – 0 | Levante | Estadio La Rosaleda                               |                                                   |
| 19:00 | 19:00          | Juanpi 16′ Ricardo Horta 78′ |       |         | Málaga Publik: 12 000 Domare: Hernández Hernández | Málaga Publik: 12 000 Domare: Hernández Hernández |
| 19:00 | 19:00          |                              |       |         | Málaga Publik: 12 000 Domare: Hernández Hernández | Málaga Publik: 12 000 Domare: Hernández Hernández |
| 19:00 | 19:00          |                              |       |         | Málaga Publik: 12 000 Domare: Hernández Hernández | Málaga Publik: 12 000 Domare: Hernández Hernández |

|       | 13 januari 2015 | Levante                            | 3 – 2 | Málaga                      | Ciutat de València                               |                                                  |
| 22:00 | 22:00           | David Barral 71′, 74′ Juanfran 85′ |       | Ricardo Horta 22′ Recio 38′ | Valencia Publik: 4 000 Domare: González González | Valencia Publik: 4 000 Domare: González González |
| 22:00 | 22:00           |                                    |       |                             | Valencia Publik: 4 000 Domare: González González | Valencia Publik: 4 000 Domare: González González |
| 22:00 | 22:00           |                                    |       |                             | Valencia Publik: 4 000 Domare: González González | Valencia Publik: 4 000 Domare: González González |

|       | 7 januari 2015 | Villarreal          | 1 – 0 | Real Sociedad | El Madrigal                                         |                                                     |
| 20:00 | 20:00          | Denis Tjerysjev 71′ |       |               | Villarreal Publik: 10 800 Domare: Jesús Gil Manzano | Villarreal Publik: 10 800 Domare: Jesús Gil Manzano |
| 20:00 | 20:00          |                     |       |               | Villarreal Publik: 10 800 Domare: Jesús Gil Manzano | Villarreal Publik: 10 800 Domare: Jesús Gil Manzano |
| 20:00 | 20:00          |                     |       |               | Villarreal Publik: 10 800 Domare: Jesús Gil Manzano | Villarreal Publik: 10 800 Domare: Jesús Gil Manzano |

|       | 14 januari 2015 | Real Sociedad                       | 2 – 2 | Villarreal                    | Anoeta                                                       |                                                              |
| 20:00 | 20:00           | Carlos Vela 45′ Esteban Granero 74′ |       | Gerard Moreno 27′ Giovani 73′ | San Sebastián Publik: 17 066 Domare: Carlos Velasco Carballo | San Sebastián Publik: 17 066 Domare: Carlos Velasco Carballo |
| 20:00 | 20:00           |                                     |       |                               | San Sebastián Publik: 17 066 Domare: Carlos Velasco Carballo | San Sebastián Publik: 17 066 Domare: Carlos Velasco Carballo |
| 20:00 | 20:00           |                                     |       |                               | San Sebastián Publik: 17 066 Domare: Carlos Velasco Carballo | San Sebastián Publik: 17 066 Domare: Carlos Velasco Carballo |

|       | 7 januari 2015 | Atlético Madrid                               | 2 – 0 | Real Madrid | Estadio Vicente Calderón                        |                                                 |
| 21:00 | 21:00          | Raúl García 58′ (str.) José María Giménez 77′ |       |             | Madrid Publik: 51 000 Domare: Carlos Clos Gómez | Madrid Publik: 51 000 Domare: Carlos Clos Gómez |
| 21:00 | 21:00          |                                               |       |             | Madrid Publik: 51 000 Domare: Carlos Clos Gómez | Madrid Publik: 51 000 Domare: Carlos Clos Gómez |
| 21:00 | 21:00          |                                               |       |             | Madrid Publik: 51 000 Domare: Carlos Clos Gómez | Madrid Publik: 51 000 Domare: Carlos Clos Gómez |

|       | 15 januari 2015 | Real Madrid                            | 2 – 2 | Atlético Madrid | Santiago Bernabéu-stadion                         |                                                   |
| 20:00 | 20:00           | Sergio Ramos 20′ Cristiano Ronaldo 54′ |       | Torres 1′, 46′  | Madrid Publik: 84 500 Domare: Antonio Mateu Lahoz | Madrid Publik: 84 500 Domare: Antonio Mateu Lahoz |
| 20:00 | 20:00           |                                        |       |                 | Madrid Publik: 84 500 Domare: Antonio Mateu Lahoz | Madrid Publik: 84 500 Domare: Antonio Mateu Lahoz |
| 20:00 | 20:00           |                                        |       |                 | Madrid Publik: 84 500 Domare: Antonio Mateu Lahoz | Madrid Publik: 84 500 Domare: Antonio Mateu Lahoz |

|       | 7 januari 2015 | Valencia                                     | 2 – 1 | Espanyol             | Mestalla                                                 |                                                          |
| 22:00 | 22:00          | José Luis Gayà 11′ Álvaro Negredo 86′ (str.) |       | Cristhian Stuani 60′ | Valencia Publik: 35 000 Domare: Alberto Undiano Mallenco | Valencia Publik: 35 000 Domare: Alberto Undiano Mallenco |
| 22:00 | 22:00          |                                              |       |                      | Valencia Publik: 35 000 Domare: Alberto Undiano Mallenco | Valencia Publik: 35 000 Domare: Alberto Undiano Mallenco |
| 22:00 | 22:00          |                                              |       |                      | Valencia Publik: 35 000 Domare: Alberto Undiano Mallenco | Valencia Publik: 35 000 Domare: Alberto Undiano Mallenco |

|       | 13 januari 2015 | Espanyol                | 2 – 0 | Valencia | Power8 Stadium                                                   |                                                                  |
| 20:00 | 20:00           | Felipe Caicedo 79′, 89′ |       |          | Cornellà de Llobregat Publik: 16 950 Domare: Iglesias Villanueva | Cornellà de Llobregat Publik: 16 950 Domare: Iglesias Villanueva |
| 20:00 | 20:00           |                         |       |          | Cornellà de Llobregat Publik: 16 950 Domare: Iglesias Villanueva | Cornellà de Llobregat Publik: 16 950 Domare: Iglesias Villanueva |
| 20:00 | 20:00           |                         |       |          | Cornellà de Llobregat Publik: 16 950 Domare: Iglesias Villanueva | Cornellà de Llobregat Publik: 16 950 Domare: Iglesias Villanueva |

|       | 7 januari 2015 | Almería          | 1 – 1 | Getafe           | Juegos Mediterráneos                            |                                                 |
| 22:00 | 22:00          | Verza 59′ (str.) |       | Verza 21′ (sjm.) | Almería Publik: 3 196 Domare: González González | Almería Publik: 3 196 Domare: González González |
| 22:00 | 22:00          |                  |       |                  | Almería Publik: 3 196 Domare: González González | Almería Publik: 3 196 Domare: González González |
| 22:00 | 22:00          |                  |       |                  | Almería Publik: 3 196 Domare: González González | Almería Publik: 3 196 Domare: González González |

|       | 14 januari 2015 | Getafe             | 1 – 0 | Almería | Coliseum Alfonso Pérez                         |                                                |
| 20:00 | 20:00           | Álvaro Vázquez 76′ |       |         | Getafe Publik: 3 000 Domare: Álvarez Izquierdo | Getafe Publik: 3 000 Domare: Álvarez Izquierdo |
| 20:00 | 20:00           |                    |       |         | Getafe Publik: 3 000 Domare: Álvarez Izquierdo | Getafe Publik: 3 000 Domare: Álvarez Izquierdo |
| 20:00 | 20:00           |                    |       |         | Getafe Publik: 3 000 Domare: Álvarez Izquierdo | Getafe Publik: 3 000 Domare: Álvarez Izquierdo |

|       | 8 januari 2015 | Granada    | 1 – 2 | Sevilla                               | Los Cármenes                               |                                            |
| 20:00 | 20:00          | Lass 90+3′ |       | Gerard Deulofeu 31′ Kévin Gameiro 53′ | Granada Publik: 11 701 Domare: Mateu Lahoz | Granada Publik: 11 701 Domare: Mateu Lahoz |
| 20:00 | 20:00          |            |       |                                       | Granada Publik: 11 701 Domare: Mateu Lahoz | Granada Publik: 11 701 Domare: Mateu Lahoz |
| 20:00 | 20:00          |            |       |                                       | Granada Publik: 11 701 Domare: Mateu Lahoz | Granada Publik: 11 701 Domare: Mateu Lahoz |

|       | 14 januari 2015 | Sevilla                                                | 4 – 0 | Granada | Estadio Ramón Sánchez Pizjuán             |                                           |
| 22:00 | 22:00           | Kévin Gameiro 18′, 55′ Iago Aspas 27′ Denis Suárez 64′ |       |         | Sevilla Publik: 14 104 Domare: Clos Gómez | Sevilla Publik: 14 104 Domare: Clos Gómez |
| 22:00 | 22:00           |                                                        |       |         | Sevilla Publik: 14 104 Domare: Clos Gómez | Sevilla Publik: 14 104 Domare: Clos Gómez |
| 22:00 | 22:00           |                                                        |       |         | Sevilla Publik: 14 104 Domare: Clos Gómez | Sevilla Publik: 14 104 Domare: Clos Gómez |

|       | 8 januari 2015 | Barcelona                                                              | 5 – 0 | Elche | Camp Nou                                                  |                                                           |
| 22:00 | 22:00          | Neymar 35′, 60′ Luis Suárez 40′ Lionel Messi 46′ (str.) Jordi Alba 56′ |       |       | Barcelona Publik: 27 099 Domare: David Fernández Borbalán | Barcelona Publik: 27 099 Domare: David Fernández Borbalán |
| 22:00 | 22:00          |                                                                        |       |       | Barcelona Publik: 27 099 Domare: David Fernández Borbalán | Barcelona Publik: 27 099 Domare: David Fernández Borbalán |
| 22:00 | 22:00          |                                                                        |       |       | Barcelona Publik: 27 099 Domare: David Fernández Borbalán | Barcelona Publik: 27 099 Domare: David Fernández Borbalán |

|       | 15 januari 2015 | Elche | 0 – 4 | Barcelona                                                           | Martínez Valero                          |                                          |
| 22:00 | 22:00           |       |       | Jérémy Mathieu 21′ Sergi Roberto 40′ Pedro 43′ (str.) Adriano 90+2′ | Elche Publik: 13 446 Domare: Jaime Latre | Elche Publik: 13 446 Domare: Jaime Latre |
| 22:00 | 22:00           |       |       |                                                                     | Elche Publik: 13 446 Domare: Jaime Latre | Elche Publik: 13 446 Domare: Jaime Latre |
| 22:00 | 22:00           |       |       |                                                                     | Elche Publik: 13 446 Domare: Jaime Latre | Elche Publik: 13 446 Domare: Jaime Latre |

#### Kvartsfinaler
Villarreal mot Getafe
|       | 21 januari 2015 | Villarreal | 1 – 0 | Getafe | El Madrigal                                           |                                                       |
| 20:00 | 20:00           | Bruno 85′  |       |        | Villarreal Publik: 14 000 Domare: Alejandro Hernández | Villarreal Publik: 14 000 Domare: Alejandro Hernández |
| 20:00 | 20:00           |            |       |        | Villarreal Publik: 14 000 Domare: Alejandro Hernández | Villarreal Publik: 14 000 Domare: Alejandro Hernández |
| 20:00 | 20:00           |            |       |        | Villarreal Publik: 14 000 Domare: Alejandro Hernández | Villarreal Publik: 14 000 Domare: Alejandro Hernández |

|       | 29 januari 2015 | Getafe | 0 – 1 | Villarreal | Coliseum Alfonso Pérez                            |                                                   |
| 20:00 | 20:00           |        |       | Gerard 79′ | Madrid Publik: 9 000 Domare: F. Teixeira Vitienes | Madrid Publik: 9 000 Domare: F. Teixeira Vitienes |
| 20:00 | 20:00           |        |       |            | Madrid Publik: 9 000 Domare: F. Teixeira Vitienes | Madrid Publik: 9 000 Domare: F. Teixeira Vitienes |
| 20:00 | 20:00           |        |       |            | Madrid Publik: 9 000 Domare: F. Teixeira Vitienes | Madrid Publik: 9 000 Domare: F. Teixeira Vitienes |

Málaga mot Athletic Bilbao
|       | 21 januari 2015 | Málaga | 0 – 0 | Athletic Bilbao | Estadio La Rosaleda                           |                                               |
| 22:00 | 22:00           |        |       |                 | Málaga Publik: 22 000 Domare: Prieto Iglesias | Málaga Publik: 22 000 Domare: Prieto Iglesias |
| 22:00 | 22:00           |        |       |                 | Málaga Publik: 22 000 Domare: Prieto Iglesias | Málaga Publik: 22 000 Domare: Prieto Iglesias |
| 22:00 | 22:00           |        |       |                 | Málaga Publik: 22 000 Domare: Prieto Iglesias | Málaga Publik: 22 000 Domare: Prieto Iglesias |

|       | 29 januari 2015 | Athletic Bilbao  | 1 – 0 | Málaga | Estadio San Mamés                                     |                                                       |
| 22:00 | 22:00           | Aritz Aduriz 48′ |       |        | Bilbao Publik: 36 000 Domare: Carlos Velasco Carballo | Bilbao Publik: 36 000 Domare: Carlos Velasco Carballo |
| 22:00 | 22:00           |                  |       |        | Bilbao Publik: 36 000 Domare: Carlos Velasco Carballo | Bilbao Publik: 36 000 Domare: Carlos Velasco Carballo |
| 22:00 | 22:00           |                  |       |        | Bilbao Publik: 36 000 Domare: Carlos Velasco Carballo | Bilbao Publik: 36 000 Domare: Carlos Velasco Carballo |

Barcelona mot Atlético Madrid
|       | 21 januari 2015 | Barcelona        | 1 – 0 | Atlético Madrid | Camp Nou                                           |                                                    |
| 22:00 | 22:00           | Lionel Messi 85′ |       |                 | Barcelona Publik: 62 225 Domare: González González | Barcelona Publik: 62 225 Domare: González González |
| 22:00 | 22:00           |                  |       |                 | Barcelona Publik: 62 225 Domare: González González | Barcelona Publik: 62 225 Domare: González González |
| 22:00 | 22:00           |                  |       |                 | Barcelona Publik: 62 225 Domare: González González | Barcelona Publik: 62 225 Domare: González González |

|       | 28 januari 2015 | Atlético Madrid                           | 2 – 3 | Barcelona                         | Estadio Vicente Calderón                        |                                                 |
| 21:00 | 21:00           | Fernando Torres 1′ Raúl García 30′ (str.) |       | Neymar 9′, 41′ Miranda 38′ (sjm.) | Madrid Publik: 54 851 Domare: Jesús Gil Manzano | Madrid Publik: 54 851 Domare: Jesús Gil Manzano |
| 21:00 | 21:00           |                                           |       |                                   | Madrid Publik: 54 851 Domare: Jesús Gil Manzano | Madrid Publik: 54 851 Domare: Jesús Gil Manzano |
| 21:00 | 21:00           |                                           |       |                                   | Madrid Publik: 54 851 Domare: Jesús Gil Manzano | Madrid Publik: 54 851 Domare: Jesús Gil Manzano |

Espanyol mot Sevilla
|       | 22 januari 2015 | Espanyol                                                                   | 3 – 1 | Sevilla            | Power8 Stadium                                                 |                                                                |
| 22:00 | 22:00           | Felipe Caicedo 18′ Sergio García de la Fuente 74′ (str.) Lucas Vázquez 81′ |       | Carlos Bacca 90+1′ | Cornellà de Llobregat Publik: 14 838 Domare: Jesús Gil Manzano | Cornellà de Llobregat Publik: 14 838 Domare: Jesús Gil Manzano |
| 22:00 | 22:00           |                                                                            |       |                    | Cornellà de Llobregat Publik: 14 838 Domare: Jesús Gil Manzano | Cornellà de Llobregat Publik: 14 838 Domare: Jesús Gil Manzano |
| 22:00 | 22:00           |                                                                            |       |                    | Cornellà de Llobregat Publik: 14 838 Domare: Jesús Gil Manzano | Cornellà de Llobregat Publik: 14 838 Domare: Jesús Gil Manzano |

|       | 29 januari 2015 | Sevilla             | 1 – 0 | Espanyol | Estadio Ramón Sánchez Pizjuán                   |                                                 |
| 22:00 | 22:00           | Diogo Figueiras 88′ |       |          | Sevilla Publik: 39 055 Domare: Martínez Munuera | Sevilla Publik: 39 055 Domare: Martínez Munuera |
| 22:00 | 22:00           |                     |       |          | Sevilla Publik: 39 055 Domare: Martínez Munuera | Sevilla Publik: 39 055 Domare: Martínez Munuera |
| 22:00 | 22:00           |                     |       |          | Sevilla Publik: 39 055 Domare: Martínez Munuera | Sevilla Publik: 39 055 Domare: Martínez Munuera |

#### Semifinaler
Barcelona mot Villarreal
|       | 11 februari 2015 | Barcelona                                            | 3 – 1 | Villarreal         | Camp Nou                                             |                                                      |
| 20:00 | 20:00            | Lionel Messi 41′ Andrés Iniesta 49′ Gerard Piqué 64′ |       | Manu Trigueros 48′ | Barcelona Publik: 57 378 Domare: Hernández Hernández | Barcelona Publik: 57 378 Domare: Hernández Hernández |
| 20:00 | 20:00            |                                                      |       |                    | Barcelona Publik: 57 378 Domare: Hernández Hernández | Barcelona Publik: 57 378 Domare: Hernández Hernández |
| 20:00 | 20:00            |                                                      |       |                    | Barcelona Publik: 57 378 Domare: Hernández Hernández | Barcelona Publik: 57 378 Domare: Hernández Hernández |

|       | 4 mars 2015 | Villarreal              | 1 – 3 | Barcelona                      | El Madrigal                                                |                                                            |
| 20:00 | 20:00       | Jonathan dos Santos 39′ |       | Neymar 3′, 88′ Luis Suárez 73′ | Villarreal Publik: 23 500 Domare: David Fernández Borbalán | Villarreal Publik: 23 500 Domare: David Fernández Borbalán |
| 20:00 | 20:00       |                         |       |                                | Villarreal Publik: 23 500 Domare: David Fernández Borbalán | Villarreal Publik: 23 500 Domare: David Fernández Borbalán |
| 20:00 | 20:00       |                         |       |                                | Villarreal Publik: 23 500 Domare: David Fernández Borbalán | Villarreal Publik: 23 500 Domare: David Fernández Borbalán |

Bilbao mot Espanyol
|       | 11 februari 2015 | Athletic Bilbao  | 1 – 1 | Espanyol                | Estadio San Mamés                                     |                                                       |
| 22:00 | 22:00            | Aritz Aduriz 11′ |       | Víctor Sánchez Mata 35′ | Bilbao Publik: 26 000 Domare: Carlos del Cerro Grande | Bilbao Publik: 26 000 Domare: Carlos del Cerro Grande |
| 22:00 | 22:00            |                  |       |                         | Bilbao Publik: 26 000 Domare: Carlos del Cerro Grande | Bilbao Publik: 26 000 Domare: Carlos del Cerro Grande |
| 22:00 | 22:00            |                  |       |                         | Bilbao Publik: 26 000 Domare: Carlos del Cerro Grande | Bilbao Publik: 26 000 Domare: Carlos del Cerro Grande |

|       | 4 mars 2015 | Espanyol | 0 – 2 | Athletic Bilbao                     | Power8 Stadium                                                |                                                               |
| 22:00 | 22:00       |          |       | Aritz Aduriz 12′ Xabier Etxeita 41′ | Cornellà de Llobregat Publik: 34 831 Domare: Martínez Munuera | Cornellà de Llobregat Publik: 34 831 Domare: Martínez Munuera |
| 22:00 | 22:00       |          |       |                                     | Cornellà de Llobregat Publik: 34 831 Domare: Martínez Munuera | Cornellà de Llobregat Publik: 34 831 Domare: Martínez Munuera |
| 22:00 | 22:00       |          |       |                                     | Cornellà de Llobregat Publik: 34 831 Domare: Martínez Munuera | Cornellà de Llobregat Publik: 34 831 Domare: Martínez Munuera |

#### Final
|       | 30 maj 2015 | Athletic Bilbao    | 1 – 3   | Barcelona                        | Camp Nou                                                 |                                                          |
| 21:30 | 21:30       | Iñaki Williams 79′ | (0 – 2) | Lionel Messi 20′, 74′ Neymar 36′ | Barcelona Publik: 97 000 Domare: Carlos Velasco Carballo | Barcelona Publik: 97 000 Domare: Carlos Velasco Carballo |
| 21:30 | 21:30       |                    |         |                                  | Barcelona Publik: 97 000 Domare: Carlos Velasco Carballo | Barcelona Publik: 97 000 Domare: Carlos Velasco Carballo |
| 21:30 | 21:30       |                    |         |                                  | Barcelona Publik: 97 000 Domare: Carlos Velasco Carballo | Barcelona Publik: 97 000 Domare: Carlos Velasco Carballo |

### Fotnoter
1. ↑  Jasmin Frljević (30 maj 2015). ”Mesta mästarna tog hem dubbeln”. Sportbladet. http://www.aftonbladet.se/sportbladet/fotboll/internationell/spanien/article20883806.ab. Läst 5 december 2015.